# Ixamatus barina
Ixamatus barina là một loài nhện trong họ Nemesiidae.
Ixamatus barina được miêu tả năm 1982 bởi Raven.